# Bactris killipii
Bactris killipii är en enhjärtbladig växtart som beskrevs av Karl Ewald Maximilian Burret. Bactris killipii ingår i släktet Bactris och familjen Arecaceae. Inga underarter finns listade i Catalogue of Life.